# Bacino l'Atalante
Il bacino l'Atalante è un lago sottomarino situato sul fondo del Mar Mediterraneo, circa a 192 km a ovest dell'isola di Creta.
Il suo nome deriva da quello del battello di ricerca oceanografica coinvolto nella sua scoperta nel 1993. Questo bacino, assieme agli altri due bacini anossici ipersalini chiamati Urania e Discovery, è datato a 35.000 anni fa al tempo della dissoluzione dei depositi salini evaporitici del Messiniano, che si erano formati in depressioni sul fondo marino a oltre 3.000 metri di profondità durante la  Crisi di salinità del Messiniano.
Il bacino l'Atalante è il più piccolo dei tre e la sua superficie di delimitazione inizia a 3.500 metri sotto il livello del mare.

## Descrizione
L'elevata salinità dell'Atalante, che con 365 g/l (circa otto volte la salinità media del mare) è prossima alla saturazione, impedisce il rimescolamento con l'acqua ossigenata soprastante e pertanto il bacino è completamente anossico. Lo strato dell'aloclino (dello spessore di circa 1,5 m) compreso tra l'acqua marina soprastante e il bacino sottostante pullula di batteri e archibatteri chemiotrofici che si nutrono dell'ammoniaca proveniente dal bacino salino, ma che non possono sopravvivere in ambiente totalmente anossico. Gli appartenenti al gruppo 1 degli archibatteri anaerobici capaci di ossidare il metano (ANME-1) e gli Aloarchaea vengono ritrovati solo nell'aloclino. Nessuno di questi gruppi è in grado di prosperare al di fuori di area. Nel bacino salino l'abbondanza di cellule è molto più scarsa; predominano gli estremofili, inclusi gli euryarchaeota dei camini idrotermali di acque profonde (DHVE), Methanohalophilus e Proteobacteria. Nell'Atalante si trovano anche eucarioti tra cui ciliati (45%), dinoflagellate (21%) e choanoflagellati (10%).

## Forme di vita
I sedimenti grigi presenti sul fondo del bacino l'Atalante sono ricoperti da uno strato spesso circa un centimetro di sedimenti neri non legati. I microbi trovati nei sedimenti appartengono per il 90% a varie specie di Bacillus. Nel 2010 sono state scoperte nei sedimenti anche tre specie metazoiche appartenenti al phylum dei Loricifera; si tratta dei primi organismi pluricellulari conosciuti che vivono permanentemente in assenza di ossigeno.